# Burgemeester Loeffplein
Het Burgemeester Loeffplein is een plein in het centrum van 's-Hertogenbosch. Het plein is vernoemd naar burgemeester H.J.M. Loeff (1895–1973), de burgemeester van 's-Hertogenbosch van 1944 tot 1960.
Voorheen lag hier de beruchte arme wijk De Pijp. Deze kende veel bedrijvigheid en ook danshuizen en veel kroegen. Al in de jaren 1930 waren er plannen om deze wijk te saneren. Burgemeester Loeff, aangesteld na de bevrijding van 's-Hertogenbosch, spande zich in voor het herstel van de stad, en zo ook deze omgeving. De verkrotte wijk werd daarom gesaneerd. Straatnamen als Achter de Raam, Suikerstraat, en het Schapenstraatje werden opgeofferd. De Binnendieze, die hier stroomde werd gedempt, en als laatste werd de Sint Pieterskerk gesloopt. Eigenlijk was de De Moriaan ook in deze sanering betrokken, maar de inwoners van 's-Hertogenbosch kwamen hiertegen in opstand. De Moriaan is een van de oudste bakstenen huizen van Nederland (13e eeuw).  Uiteindelijk werd aan de minister gevraagd om een sloopvergunning te weigeren. De sloopvergunning voor dit gebouw is nooit gekomen.
Naast dat er aan het plein vele winkels zijn gevestigd is het vooral ook een drukke wandelroute van de markt naar winkelcentrum Arena. Vanaf 1960 was daar het politiebureau gevestigd, maar in 1995 werd dit gesloopt om plaats te maken voor het nieuwe winkelcentrum, dat geopend werd in 1998. Ten zuiden tegenover winkelcentrum Arena was tot 2011 het Groot Ziekengasthuis gelegen. In 2015 is een groot gedeelte hiervan gesloopt. Gelijktijdig met de bouw van winkelcentrum Arena is het plein opgeknapt en grotendeels autovrij gemaakt. Daarvoor lagen over het plein enkele drukke autoroutes waar ook veel buslijnen een bushalte hadden.